# Ralf Ackermann
Ralf Ackermann (* 27. November 1971 in St. Gallen) ist ein ehemaliger liechtensteinisch-schweizerischer Fussballspieler.

## Karriere

### Verein
Ackermann spielte in seiner gesamten Laufbahn für den FC Schaan, zuerst in den Jugendmannschaften des Vereins und später bis zu seinem Karriereende in der ersten Mannschaft.

### Nationalmannschaft
Er gab sein Länderspieldebüt in der liechtensteinischen Fussballnationalmannschaft am 29. März 1997 beim 0:8 gegen Rumänien im Rahmen der Qualifikation zur Fussball-Weltmeisterschaft 1998, als er in der 71. Minute für Christoph Frick eingewechselt wurde. Insgesamt war er drei Mal für sein Heimatland im Einsatz.